# Буллит (будущий фильм)
«Бу́ллит» (англ. Bullitt) — будущий фильм режиссёра Стивена Спилберга, ремейк одноимённой кинокартины 1968 года Питера Йейтса. Главную роль в нём сыграет Брэдли Купер. Работа над фильмом началась в 2022 году.

## Сюжет
Фильм Спилберга является ремейком одноимённой кинокартины 1968 года, снятой в жанре полицейского триллера. Его главный герой — полицейский, который расследует убийство осведомителя.

## В ролях
- Брэдли Купер

## Производство
Проект был анонсирован в ноябре 2022 года. Сценаристом стал Джош Сингер, главную роль получил Брэдли Купер. В числе продюсеров фильма Чад Маккуин и его дочь Молли (сын и внучка Стива Маккуина, сыгравшего главную роль в «Буллите» 1968 года), а также сам Спилберг, Брэдли Купер и Кристи Макоско Кригер. В декабре 2023 года стало известно, что сценарий картины в целом дописан. Съёмки пройдут в 2025 году.